# Goniądz
Goniądz (in lingua tedesca: Gonionds) è un comune urbano-rurale polacco del distretto di Mońki, nel voivodato della Podlachia.
Ricopre una superficie di 376,68 km² e nel 2004 contava 5 253 abitanti.

## Località
Il comune è composto dalle seguenti località:
Białosuknia, Budne, Budne-Żarnowo, Dawidowizna, Doły, Downary, Klewianka, Kramkówka Duża, Kramkówka Mała, Krzecze, Łazy, Mierkienniki, Olszowa Droga, Osowiec, Osowiec-Twierdza, Owieczki, Piwowary, Płochowo, Smogorówka Dolistowska, Smogorówka Goniądzka, Szafranki, Uścianek, Wojtówstwo, Wólka Piaseczna e Wroceń